# Haris Vučkić
Haris Vučkić (Liubliana, 21 de agosto de 1992) é um futebolista esloveno que atua como meia, mas também pode jogar como atacante.[carece de fontes?] Atualmente defende o Buriram United.
Iniciou a carreira no Domžale, tranferindo-se ao Newcastle em 2009. Em 2012 foi emprestado ao Cardiff City. Também foi emprestado a outros clubes, como Rotherham United e Rangers.